# Opowieści Lasku Wiedeńskiego (dramat)
Opowieści Lasku Wiedeńskiego (niem. Geschichten Aus Dem Wienerwald) – dramat Ödöna von Horvátha z roku 1931. Mottem sztuki jest sentencja: Nic tak nie daje poczucia nieskończoności, jak głupota. Sztuka opowiada o rodzącym się w latach 30. XX wieku faszyzmie, obecnym również w relacjach międzyludzkich.

## Treść
Dramat skupia się na losach mieszkańców niewielkiej ulicy w Wiedniu. Marianna jest pracownicą niewielkiego sklepu z zabawkami. Rozstaje się ze swoim długoletnim narzeczonym aby związać się z Alfredem, hazardzistą, porzuconym przez Walerię. Powoduje to wyrzeczenie się córki przez jej ojca. Alfred, chcąc rozstać się z Marianną wraz ze swym przyjacielem próbuje ją nakłonić do pracy jako striptizerka. Babka Alfreda nie akceptuje wolnego związku swego wnuka i postanawia zabić prawnuka Leopolda zrodzonego ze związku Alfreda z Marianną.

## Analiza
Sztuka w demaskatorski sposób zajmuje się mechanizmami rządzącymi cywilizacją i analizuje przyczyny zła. Przedmiotem analizy jest powstanie faszyzmu na przełomie lat 20. i 30-. XX wieku. Mimo iż pozornie wszystko ma swoje stabilne miejsce, powoli następuje chaos, brutalizacja języka i relacji międzyludzkich, nienawiść. Negatywne zjawiska postępują powoli, w ewolucyjny sposób, i tak mało kto zauważa coraz częstsze „hajlowanie”. Ludzi ogarnia konformizm, samozadowolenie, ucieczka od odpowiedzialności. Negatywne zmiany dosięgają przede wszystkim kobiet, główna bohaterka Marianna, powoli traci wszystko.
Sztuka nawiązuje do konstrukcji tzw. dramy ludowej (Volksstück), jednocześnie ją krytykując i obnażając. W ten sposób autor wzywa do opamiętania, refleksji nad negatywnymi zmianami.

## Prezentacja sceniczna
Dramat przetłumaczyła na język polski m.in. Karolina Bikont. Był wielokrotnie wystawiany w teatrach polskich. Polska prapremiera miała miejsce 28 sierpnia 1971 w Teatrze Nowym w Łodzi w reżyserii Jerzego Zegalskiego.
Sztukę zrealizowano również w roku 1979 wersji filmowej w reżyserii Maximiliana Schella.